# Heptoda

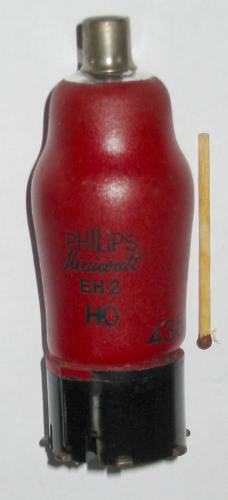
Heptoda heksodowa EH2

Symbol heptody

Heptoda – lampa elektronowa zawierająca siedem elektrod – pięć siatek (stąd inna nazwa: pentagrid) oraz  anodę i katodę.

## W lampach złożonych
Heptody mogą występować w dwóch wersjach – jako heptoda heksodowa lub heptoda oktodowa.
- Heptoda heksodowa jest lampą bardzo podobną do heksody, różni się tylko obecnością siatki piątej, która jest siatką hamującą elektrony wtórne wybite z anody i wracające do siatki czwartej działającej identycznie jak siatka trzecia pentody. W tym typie heptod siatki sterujące to siatki pierwsza i trzecia, siatki ekranujące to siatki druga i czwarta, a siatka piąta to siatka hamująca.
- Heptoda oktodowa jest lampą zbliżoną do oktody – różni się od niej brakiem siatki szóstej (siatki hamującej). W tym typie lampy siatki sterujące to siatki pierwsza i czwarta, siatka druga to siatka specjalna (anoda oscylatora lokalnego- heterodyny), siatki trzecia i piąta to siatki ekranujące.

## Zastosowanie
Jest wykorzystywana w obwodach mieszaczy radiowych odbiorników lampowych  np.  lampa ECH 81. i układach separacji impulsów odchylania lampowych odbiorników telewizyjnych np. lampa ECH 84.
W europejskim systemie oznaczeń lamp heptodzie heksodowej odpowiada litera H, a heptodzie oktodowej – litera K.